# 安藤正次 (旗本)

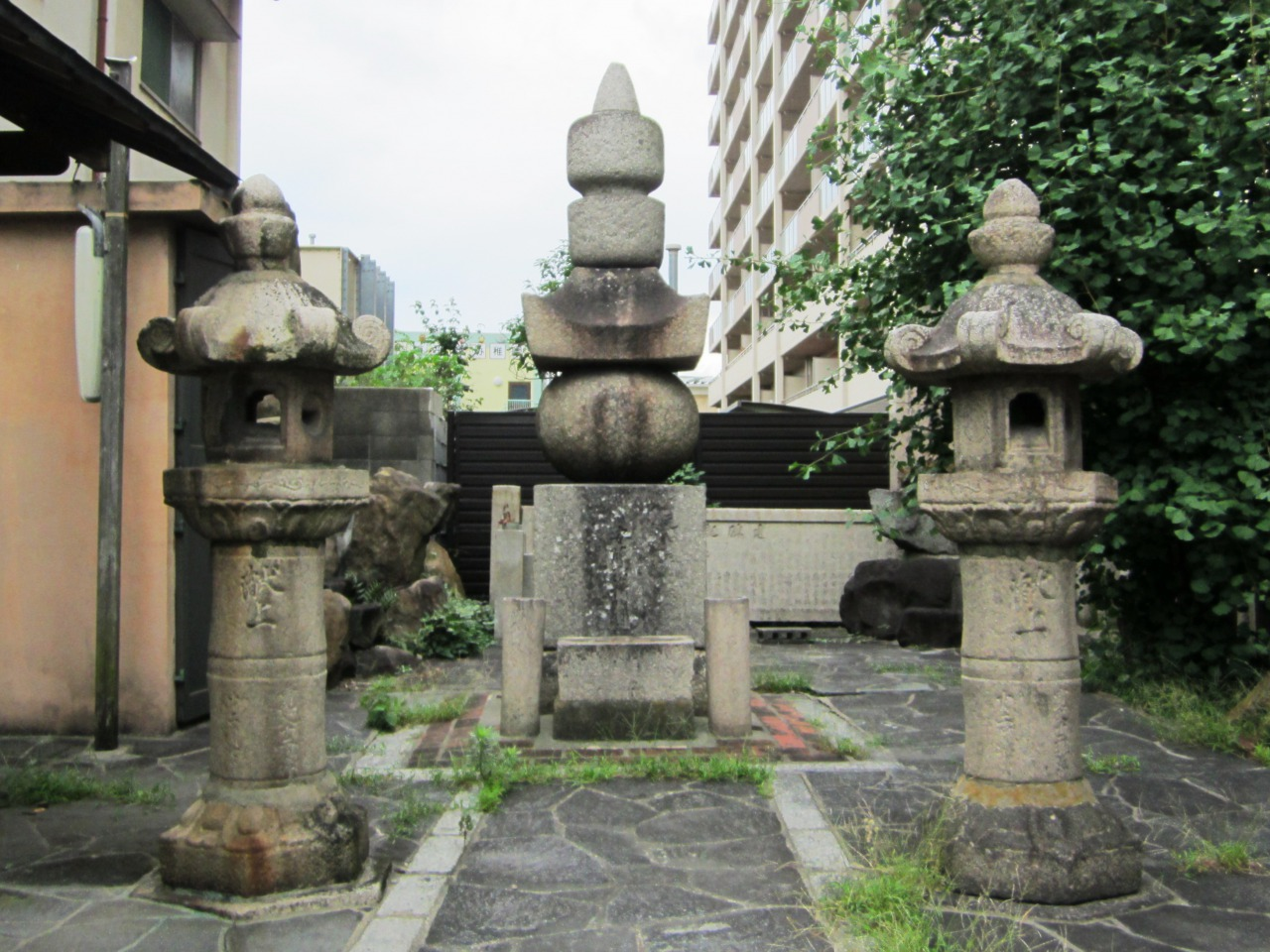
安藤正次の墓（大阪府大阪市平野区平野東）

安藤 正次（あんどう まさつぐ）は、江戸時代初期の旗本。通称は次右衛門尉。禄高2000石。

## 経歴
阿久和安藤家の祖・安藤定次の子として誕生。
父が慶長5年（1600年）の伏見城の戦いで戦死し、家督を継ぐ。元和元年（1615年）、大坂夏の陣では徳川秀忠に属し、御旗奉行を務める。5月7日、大坂城落城の直前に秀忠の使者として前田利常および本多康紀両軍に敵陣への攻撃を伝えた。その際、数騎の敵と遭遇し単身で戦い、敵方の首級を挙げたが自らも深傷を負った。家臣に助けられ本陣に戻り、秀忠から高名したと賞賛された。宿所の平野郷願正寺にて傷の療養をしていたが、再起不能と悟って19日に自刃した。享年51。子・正珍が家督を継いだ。
法名は浄徳院釈了栄。墓所は大阪市平野区の樋尻口地蔵堂向かいにある。

## 系譜
- 父：安藤定次（1540-1600）
- 母：不詳
- 室：不詳
  - 男子：安藤正珍（1604-1666）
  - 男子：安藤正頼（?-1663）
  - 女子：新見義清室
  - 女子：石原小大夫室
  - 女子：加藤正吉室
  - 女子：高田直政室
  - 女子：栗飯原氏の室
  - 女子：塚田正久室
  - 女子：中根利兵衛室
  - 女子：須田盛尚室
  - 女子：萩原氏の室
  - 養女（巨海忠正の娘）：松平忠次室